# Alamania punicea
Alamania punicea – gatunek roślin z monotypowego rodzaju Alamania z rodziny storczykowatych (Orchidaceae). Przedstawiciel rodzaju to roślina epifityczna, występująca na pniach drzew lub ich konarach, rzadko na ziemi. Z kłącza wyrastają proste korzenie i stożkowate pseudobulwy (na przekroju okrągłe). Z poszczególnych pseudobulw wyrastają zazwyczaj 1-3 mięsiste i ciemnozielone liście. Kwiatostany wyrastają pojedynczo z poszczególnych węzłów, zawierają po kilka kwiatów. Kwiaty są gwieździste, o okwiecie nieco stulonym.
Rośliny te występują głównie w centralnym Meksyku w górskich, okresowo suchych lasach dębowych na wysokościach około 1700–2300 m, ale także można je spotkać w wiecznie zielonych lasach na wysokościach 2500-3000 m. Na zboczach gór nad Oceanem Atlantyckim rośliny te rosną w sosnowo-dębowo-bukowych lasach na wysokości 1900–2700 m. Suchy sezon, różny pod względem długości, występuje głównie w zimie i w lecie. Na najwyższych wysokościach czasami może występować śnieg, rośliny znoszą krótkie spadki temperatur poniżej 0 °C. W odróżnieniu od innych epifitycznych orchidei, rośliny z tego gatunku tolerują także mokre i zimne zimy. Czasami mogą występować w większych grupach, wśród mchu na gałęziach dębów.

## Systematyka
Gatunek sklasyfikowany do podplemienia Laeliinae w plemieniu Epidendreae, podrodzina epidendronowe (Epidendroideae), rodzina storczykowate (Orchidaceae), rząd szparagowce (Asparagales) w obrębie roślin jednoliściennych.
Wykaz podgatunków
- Alamania punicea subsp. greenwoodiana Soto Arenas & R.Jiménez
- Alamania punicea subsp. punicea